# Eucera nigripes
Eucera nigripes là một loài Hymenoptera trong họ Apidae. Loài này được Klug mô tả khoa học năm 1845.